# AMD-Notebookplattform
Die Notebookplattform von AMD wurde als Antwort auf Intels Centrino vorgestellt. Im Gegensatz zu Centrino sind bei AMDs Variante nur Prozessor und Chipsatz vorgegeben. Der WLAN-Chip ist hingegen dem OEMs überlassen, er muss nur einige technische Eigenschaften erfüllen.

## Geschichte
Die Antwort auf den Pentium M lieferte AMD in Form des AMD Mobile Sempron und des AMD Mobile Athlon 64 im Jahre 2003. Erst 2005 folgte der erste richtige Notebookprozessor namens AMD Turion 64. Man konnte jedoch keine komplette Plattform, wie Intel mit der Centrino-Plattform anbieten. Stattdessen verließ man sich hier auf andere Hersteller, wie zum Beispiel ATI und nVidia im Bereich der Chipsätze, IGPs und Grafikkarten und bot damit dann ein Konkurrenzprodukt zur Centrino-Plattform. Erst mit dem Kauf von ATI war man in der Lage eine komplette Plattform aus einer Hand anzubieten. Die erste komplette Plattform wurde unter dem Codenamen „Puma“ im Jahr 2008 vorgestellt. Im Gegensatz zu Intel bietet AMD aber keine W-LAN-Module an, sondern vertraut hier weiterhin auf andere Hersteller. Dafür hat man aber auch diskrete Grafikchips im Angebot. Chipsätze und Grafikkarten der Konkurrenz sind aber weiterhin mit AMDs Notebookprozessoren kombinierbar.

### 1. Generation (Puma)
Die erste komplette und gerade aktuelle Generation wurde im Jahr 2008 unter dem Codenamen Puma vorgestellt und besteht aus nachfolgend aufgeführten Komponenten. Jedoch müssen nicht alle Funktionen in einem System integriert sein:
- Prozessoren für den Sockel S1[2]:
  - AMD Sempron
  - AMD Athlon X2
  - AMD Turion X2 und AMD Turion X2 Ultra[3]
- Chipsatz:
  - M770 (ohne IGP)
  - M780G (mit Radeon HD 3200)
  - M780V (mit Radeon HD 3100)
- Grafikkarte:
  - obige IGPs
  - Grafikkarten von nvidia oder AMD/ATI
- WLAN-Modul mit Unterstützung für IEEE 802.11 a/b/g/n Wi-Fi

Folgende Funktionen besitzt Puma zudem:
- DDR2-800 Unterstützung.
- Chipsätze mit IGP (M780-Serie)
  - ATI Hybrid Graphics
    - Hybrid CrossFire
    - PowerXpress

  - Unterstützung für Hybridfestplatten (normale Festplatten mit integriertem Flashspeicher, der die Zugriffsgeschwindigkeit verbessern soll)
  - HyperFlash für ReadyBoost
  - Unterstützung für HDMI und eventuell DisplayPort, HyperTransport 3.0 und PCI Express 2.0
- Unterstützung für ATi XGP
- TPM-Unterstützung

## Zukunft
Die zweite Generation soll den Namen Shrike haben und im Jahr 2009 vorgestellt werden. Besondere Neuerungen werden die Unterstützung von DDR-3 und der Einsatz eines neuen Prozessordesigns namens Swift sein, der auf dem Fusion-Projekt basieren wird.